# Harald Berger
Harald Berger (Linz, 31 ottobre 1972 – Hintersee, 20 dicembre 2006) è stato un arrampicatore, alpinista e guida alpina austriaco.
Ha praticato l'arrampicata in falesia, il bouldering, le vie lunghe e l'arrampicata su ghiaccio.

## Biografia
Ha cominciato ad arrampicare a quattordici anni facendo bouldering vicino a casa. Finite le scuole superiori si è trasferito a Salisburgo dove si è dedicato a varie discipline, dall'arrampicata sportiva a quella su ghiaccio e allo sci alpinismo. Dal 2002 ha partecipato alla Coppa del mondo di arrampicata su ghiaccio vincendone tre edizioni, nel 2002, 2003, e 2006. Sul misto ha salito vie di difficoltà fino all'M13 e ha scalato cascate di ghiaccio in tutto il mondo.
Si è dedicato con grande successo anche alle vie lunghe. È stato il secondo arrampicatore dopo Stefan Glowacz ad aver completato la Trilogia delle Alpi, tre vie d'arrampicata tra le più difficili delle Alpi. Ha salito nel 2003 The End of Silence (350 m/8b+), nel 2004 Des Kaisers neue Kleider (250 m/8b+) e nel 2005 Silbergeier (200 m/8b). Nel 2006 ha anche effettuato la prima libera di Antihydral (200 m/8b) che sale vicino a Silbergeier, ed ha aperto la via nuova Short cut sullo Tsaranoro in Madagascar.
Il 20 dicembre 2006 è morto mentre si allenava in una grotta di ghiaccio chiamata
Eiskapelle vicino a Hintersee in Austria. Durante la salita un distaccamento di ghiaccio stimato pesare decine di tonnellate gli è crollato addosso non lasciandogli scampo.
Nel 2007, a un anno dalla sua scomparsa, i fotografi Hermann Erber e Kirsten Buchmann gli hanno dedicato un libro, Equilibrium, che raccoglie le immagini e i pensieri della vita di Harald.

## Palmarès

### Coppa del mondo di arrampicata su ghiaccio
| 2002 | 2003 | 2004 | 2005 | 2006 |
| ---- | ---- | ---- | ---- | ---- |
| 1    | 1    | -    | -    | 1    |

## Falesia
Ha scalato fino all'8c+ lavorato e l'8a a vista.

## Boulder
Ha scalato alcuni boulder di 8a.

## Vie lunghe
- Bravo Les Filles - Tsaranoro Kelly (Madagascar) - Settembre 2006 – 600 m/8b Seconda salita
- Short cut - Tsaranoro (Madagascar) - 21-26 settembre 2006 – 750 m/7c+ Prima salita con Florian Scheimpflug, Tom Sobotka e Ondra Benés[4]
- Antihydral - Rätikon (SUI) - Luglio 2006 – 200 m/8b Prima salita in libera del progetto di Rochus Mathis[5]
- Silbergeier - Rätikon (SUI) - 2004 – 200 m/8b[6]
- Des Kaisers neue Kleider - Wilder Kaiser (AUT) - 2004 – 250 m/8b+ Seconda salita della via di Stefan Glowacz del 1994
- The End of Silence - Feuerhorn Berchtesgaden (GER) - Luglio 2003 – 350 m/8b+ Via di Thomas e Alexander Huber[7]

## Vie di ghiaccio e misto
- Law and order - Wilden Kaiser (AUT) - Dicembre 2006 - M13 Seconda salita della via di misto di Markus Bendler
- The Game - Cineplex Cave (CAN) - 2004 - M13 Seconda salita della via di misto di Ben Firth
- Vertical Limits - Kandersteg (SUI) - 2004 - M12 Salita in flash e prima salita al mondo in flash di un M12[8]